# 9 juin 1926
Le mercredi 9 juin 1926 est le 160e jour de l'année 1926.

## Naissances
- Carlo Nell (mort le 7 février 2016), chanteur, parolier, acteur de cinéma et de télévision
- Emanuel A. Friedman, gynécologue-obstétricien américain
- Georgia Pelham, actrice américaine
- Happy Rockefeller (morte le 19 mai 2015), épouse du vice-président des États-Unis
- János Páder (mort le 4 mars 2001), entraîneur hongrois de basket-ball
- Jimmy Gourley (mort le 7 décembre 2008), guitariste, chanteur et compositeur de jazz américain
- Mona Freeman (morte le 23 mai 2014), actrice américaine

## Décès
- Bob Whittingham (né en 1888), joueur de football britannique
- Władysław Mickiewicz (né le 23 juin 1838), écrivain et traducteur polono-français
- Raymond de La Porte (né le 10 septembre 1857), homme d'Église français
- Sanford Ballard Dole (né le 23 avril 1844), juriste et homme politique américain, président autoproclamé de la République d'Hawaï après le coup d'État du 4 juillet 1894